# نيبي (من الأفضل الاتصال بسول)
«نيبي» (بالإنجليزية: Nippy)‏ هي الحلقة العاشرة للموسم السادس من مسلسل إيه إم سي التلفزيوني الدرامي من الأفضل الاتصال بسول، المسلسل يُعتبر بادئة من مسلسل اختلال ضال. تم بث الحلقة في 25 يوليو 2022 على قناة إيه إم سي بالولايات المتحدة. خارج الولايات المتحدة، تم عرض الحلقة لأول مرة على خدمة البث نتفليكس في عدة بلدان.

## الاستقبال

### التقييمات
شاهد الحلقة ما يقدر بـ 1.20 مليون مشاهد خلال أول بث له على إيه إم سي في 25 يوليو 2022.

## وصلات خارجية
- «نيبي» على إيه إم سي (بالإنجليزية)
- «نيبي» على قاعدة بيانات الأفلام على الإنترنت (بالإنجليزية)